# 志氏神社
もしかして
- 志氐神社

ではありませんか？